# Temnida rosario
Temnida rosario är en spindelart som beskrevs av Antonio D. Brescovit 1997. Temnida rosario ingår i släktet Temnida och familjen spökspindlar. Inga underarter finns listade i Catalogue of Life.